# 1196年
| 千纪： | 2千纪 |
| 世纪： | 11世纪 \| 12世纪 \| 13世纪 |
| 年代： | 1160年代 \| 1170年代 \| 1180年代 \| 1190年代 \| 1200年代 \| 1210年代 \| 1220年代                                               |
| 年份： | 1191年 \| 1192年 \| 1193年 \| 1194年 \| 1195年 \| 1196年 \| 1197年 \| 1198年 \| 1199年 \| 1200年 \| 1201年                     |
| 纪年： | 丙辰年（龙年）；西夏天慶三年；金明昌七年，承安元年；西辽天喜十九年；南宋慶元二年；大理定安二年；越南天資嘉瑞十年；日本建久七年 |

## 大事记
- 陰曆十一月，金章宗改元承安，大赦。
- 夏仁宗弟越王李仁友逝，其子李安全上書要求襲越王爵位，桓宗不許，將李安全降封為鎮夷郡王。
- 金朝丞相完颜襄出兵讨伐叛金的塔塔儿部，鐵木真趁機與王汗聯合，塔塔兒部被金朝、王汗、鐵木真聯軍擊敗後衰落。
- 在王氏高麗掌權13年的李義旼被崔忠獻殺死，崔忠獻成為新的武人政權掌權者，建立崔氏政權。
- 佩德羅二世即位亞拉岡國王及巴塞羅那伯爵。

## 逝世
- 2月20日——趙汝愚，北宋漢恭憲王趙元佐的七世孫，宋孝宗乾道二年（1166年），考中狀元，後因孝宗認為其為宗室，不符合民意期望，黜之為榜眼，曾與韓侂冑等人強迫宋光宗內禪，擁立宋寧宗，任宰相，後遭韓侂冑排擠，貶謫而死。
- 4月25日——阿方索二世，亞拉岡王國巴塞隆納王朝的建立者，亦是第一位亞拉岡國王兼任巴塞羅那伯爵。
- 伊凡·阿森一世，保加利亚帝国的沙皇。
- 李義旼，高麗王朝時期武人政權的第三位獨裁者。